# Escuts i banderes de l'Horta Oest
Els escuts i banderes de l'Horta Oest són el conjunt de símbols que representen els municipis d'aquesta comarca.
En aquest article s'hi inclouen els escuts i les banderes oficialitzats per la Generalitat Valenciana i els que se van aprovar per l'administració de l'Estat abans de les transferències a la Generalitat Valenciana, així com altres que no han estat oficialitzats.
Compten amb escut oficial els municipis d'Alaquàs, Aldaia, Mislata, Paterna, Quart de Poblet i Torrent. D'estos, només Paterna compta també amb bandera oficial.

## Escuts oficials

Escut d'Alaquàs Aprovat el 10 de maig de 1973.
Escut d'Aldaia[a] Aprovat el 10 de juny de 1977.
Escut de Mislata Aprovat el 4 de desembre de 2001.
Escut de Paterna Aprovat el 17 d'agost de 1973.
Escut de Quart de Poblet Aprovat el 20 de maig de 1965.
Escut de Torrent Rehabilitat el 8 de novembre de 2002.

Notes
1. ↑  L'ajuntament el fa servir amb la corona reial oberta.

## Escuts sense oficialitzar

Escut de Manises
Escut de Picanya
Escut de Xirivella

## Banderes oficials

Bandera de Paterna Aprovada el 28 de febrer de 2003.